# Otto Gross (Schauspieler)
Otto Gross (* 19. Oktober 1881 in St. Gallen; † 22. Mai 1916 in Basel) war ein Schweizer Schauspieler.

## Leben

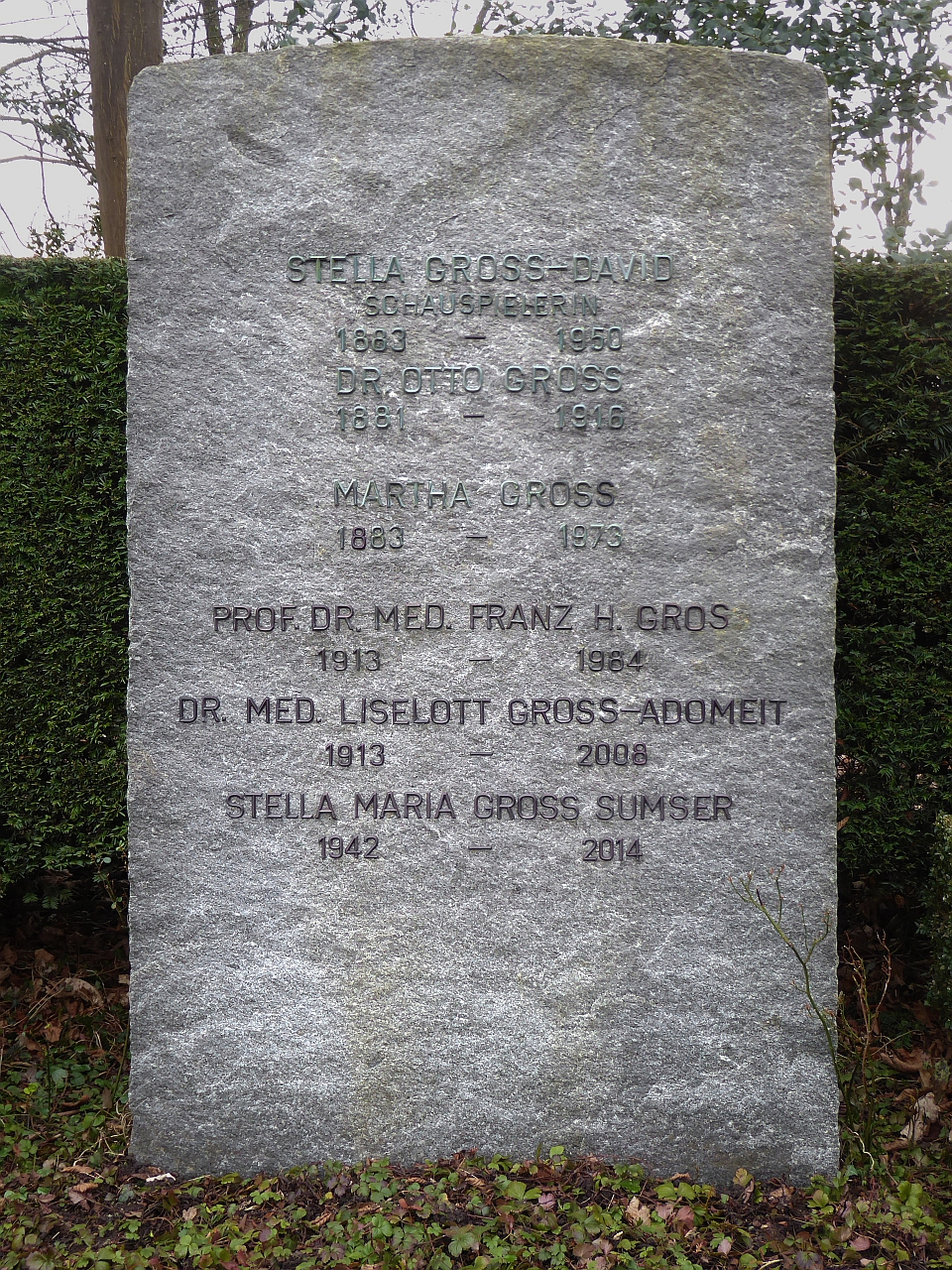
Familiengrab auf dem Friedhof am Hörnli, Riehen, Basel-Stadt

Otto Gross war der Sohn des Basler Lehrers Jakob Gross und dessen Gattin Elisabeth, geborene Eufer. Er studierte zunächst Naturwissenschaften an der Universität Basel. 1906 promovierte er über das Thema Transplantations-Versuche an Hartgebilden des Integuments und der Mundschleimhaut bei Teleostiern und Amphibien an der Universität Basel.
Anschliessend liess er sich bei Wilhelm Wassermann in Karlsruhe zum Schauspieler ausbilden. 1906 debütierte er am Stadttheater Mainz. Von 1910 bis 1913 gehörte er dem Ensemble des Leipziger Schauspielhauses an, wo er vorwiegend im Fach jugendlicher Liebhaber brillierte.
An diesem Privattheater lernte er die Schauspielerin Stella David kennen, die er am 29. August 1912 in Berlin-Lankwitz heiratete. Der Ehe, die 1915 in Leipzig geschieden wurde, entstammte der Sohn Franz Gross.
In der Spielzeit 1913/14 trat er im Albert-Theater in Dresden auf. Von 1914 bis zu seinem frühen Tod gehörte er wiederum dem Leipziger Schauspielhaus an, auf dessen Bühne er unter anderem in der Titelrolle von Hauptmanns Gabriel Schillings Flucht und als Priester Bratt in Bjørnstjerne Bjørnsons Über die Kraft Erfolge feierte.
Otto Gross starb in Basel und wurde auf dem Friedhof am Hörnli beerdigt.